# 南飛騨健康増進センター
南飛騨健康増進センター（みなみひだけんこうぞうしんセンター）は、岐阜県下呂市にある岐阜県の健康施設。
通称は「南ひだ健康道場」。第57回全国植樹祭式典会場として使用されている。

## 概要
- 南飛騨国際健康保養地総合健康増進センターとして計画され、2004年（平成16年）開設。自分にあった健康法を見つめるための健康体験施設である。
- 健康体験の場の「健康学習センター」を中心に、様々な体験施設、宿泊施設など構成されている。250haの広大な敷地であり、森林を散策する散策路や農地がある。

## 施設

### 健康学習センター
- 健康チェックコーナー
- 図書コーナー
- 実践道場
- 和室
- 会議室

### 体験施設・休憩施設
それぞれの施設は、民家を転用したものもある。
- 食の工房 - 食にかかわる健康法の体験施設
- 香りの館 - アロマセラピー・薬酒・薬草染めの展示室
- 交流サロン
- いろいろ体験ハウス
- 食と健康の家 - 休憩スペース、健康食品に関する情報の提供する施設

### 屋外施設
- 林道（散策路）
- 農地
- 木炭交流広場
  - 木炭交流広場は下呂市の施設だが、県南飛騨健康増進センターと一体となっている[2]。

### 宿泊施設
- キャンプ縄文 - 心身のリフレッシュなどを目的とした施設
  - コテージ　5棟

### 温泉施設
- 飛騨川温泉しみずの湯
- 泉質：アルカリ性単純温泉
  - 泉温：35℃
  - 飛騨川温泉しみずの湯はホリスティック南飛騨が運営する民間施設であるが、温泉プールがあり、南飛騨健康増進センターと連携している[3]。

## 利用案内

### 健康学習センター・体験施設・休憩施設
- 開館時間：9:00～17:00　※休憩施設の食と健康の家は10：00～15：00
- 休館日　：毎週火・水曜日（火・水曜日が祝日の場合は開館）、年末年始（12月29日～1月3日）

### 宿泊施設
- 開館日　：4月から11月の毎週土曜日、祝日の金曜日、祝前日の日曜日　　※5月の大型連休期間、及び夏休み期間は毎日開館。
- チェックイン　：14:00～17:00
- チェックアウト　：10:00まで
- 予約方法　:宿泊予定日の3ヶ月前より電話で南飛騨健康増進センターに予約

## 所在地
- 岐阜県下呂市萩原町四美1557-3

## 交通機関
- JR 高山本線「上呂駅」下車、徒歩約50分。
- げろバス川西北線「南飛騨健康増進センター」バス停より徒歩すぐ。